# FOXD3
FOXD3 (англ. Forkhead box D3) – білок, який кодується однойменним геном, розташованим у людей на короткому плечі 1-ї хромосоми.  Довжина поліпептидного ланцюга білка становить 478 амінокислот, а молекулярна маса — 47 630.
| 10         |  | 20         |  | 30         |  | 40         |  | 50         |
| ---------- |  | ---------- |  | ---------- |  | ---------- |  | ---------- |
| MTLSGGGSAS |  | DMSGQTVLTA |  | EDVDIDVVGE |  | GDDGLEEKDS |  | DAGCDSPAGP |
| PELRLDEADE |  | VPPAAPHHGQ |  | PQPPHQQPLT |  | LPKEAAGAGA |  | GPGGDVGAPE |
| ADGCKGGVGG |  | EEGGASGGGP |  | GAGSGSAGGL |  | APSKPKNSLV |  | KPPYSYIALI |
| TMAILQSPQK |  | KLTLSGICEF |  | ISNRFPYYRE |  | KFPAWQNSIR |  | HNLSLNDCFV |
| KIPREPGNPG |  | KGNYWTLDPQ |  | SEDMFDNGSF |  | LRRRKRFKRH |  | QQEHLREQTA |
| LMMQSFGAYS |  | LAAAAGAAGP |  | YGRPYGLHPA |  | AAAGAYSHPA |  | AAAAAAAAAA |
| LQYPYALPPV |  | APVLPPAVPL |  | LPSGELGRKA |  | AAFGSQLGPG |  | LQLQLNSLGA |
| AAAAAGTAGA |  | AGTTASLIKS |  | EPSARPSFSI |  | ENIIGGGPAA |  | PGGSAVGAGV |
| AGGTGGSGGG |  | STAQSFLRPP |  | GTVQSAALMA |  | THQPLSLSRT |  | TATIAPILSV |
| PLSGQFLQPA |  | ASAAAAAAAA |  | AQAKWPAQ   |  |            |  |            |

A: Аланін

C: Цистеїн

D: Аспарагінова кислота

E: Глутамінова кислота

F: Фенілаланін

G: Гліцин

H: Гістидин

I: Ізолейцин

K: Лізин

L: Лейцин

M: Метіонін

N: Аспарагін

P: Пролін

Q: Глутамін

R: Аргінін

S: Серин

T: Треонін

V: Валін

W: Триптофан

Кодований геном білок за функціями належить до репресорів, активаторів, білків розвитку. 
Задіяний у таких біологічних процесах як транскрипція, регуляція транскрипції. 
Білок має сайт для зв'язування з ДНК. 
Локалізований у ядрі.